# Бирюков, Серафим Кириллович
Серафим Кириллович Бирюков (1913—1992) — советский военный лётчик и военачальник, участник Советско-финляндской и Великой Отечественной войн, Герой Советского Союза (20.06.1942). Генерал-лейтенант авиации (7.05.1960).

## Биография
Серафим Бирюков родился 27 августа (по новому стилю — 9 сентября) 1913 года в селе Солотча (ныне — городской район Рязани) в рабочей семье. Получил неполное среднее образование, работал токарем на заводе «Борец» в Москве.
В 1933 году был призван на службу в Рабоче-крестьянскую Красную Армию. В 1935 году Бирюков окончил 11-ю военную школу пилотов имени Пролетариата Донбасса в Ворошиловграде. Летал на самолётах Р-1, ТБ-3, Р-5, ДБ-3, У-2. Принимал участие в советско-финляндской войне, на которой выполнил 14 боевых вылетов, неоднократно приводил на свой аэродром повреждённый финской зенитной артиллерией самолёт. На этой войне был награждён своим первым орденом. В 1941 году вступил в ВКП(б). К июню 1941 года служил в 42-м дальнебомбардировочном авиационном полку в Закавказье.
Начало Великой Отечественной войны встретил там же. Участвовал в Иранской операции в августе 1941 года, где выполнил 3 боевых вылета.
На фронтах Великой Отечественной войны с 16 октября 1941 года, когда полк был срочно переброшен на московское направление, где противник начал своё генеральное наступление на Москву. Только за вторую половину октября 1941 года старший лейтенант Бирюков 20 раз вылетал на бомбардировку вражеских механизированных колонн. 16 октября 1941 года в районе Калинина Бирюков уничтожил немецкую переправу через Волгу и несколько находившихся на ней вражеских боевых единиц. Также уничтожил мост в Вязьме, подвергал бомбардировкам станции Дорогобуж, Лычково, Смоленск и Вязьма, аэродромы в Боровске и Глебовщине. Зимой 1942 года Бирюков был назначен заместителем командира 42-го дальнебомбардировочного полка и первым в этом полку переучился на новый самолёт «Ил-4», после чего обучал других лётчиков. В составе этого полка участвовал в бомбардировках группировки войск противника в районе Старой Руссы. К июню 1942 года капитан Серафим Бирюков совершил уже 60 боевых вылетов на бомбардировку, из которых 47 в ночное время.
Указом Президиума Верховного Совета СССР «О присвоении звания Героя Советского Союза начальствующему составу Военно-воздушных сил Красной Армии» от 20 июня 1942 года за «образцовое выполнение боевых заданий командования на фронте борьбы с немецкими захватчиками и проявленные при этом отвагу и геройство» капитан Серафим Бирюков был удостоен высокого звания Героя Советского Союза с вручением ордена Ленина и медали «Золотая Звезда» за номером 579.
В июле 1942 года Бирюков был назначен командиром 42-го авиационного полка авиации дальнего действия. Участвовал в боевых действиях в Заполярье и на Демянском направлении в 1942 году, в Курской битве. С августа 1943 года — командир 108-го авиационного полка дальнего действия в 36-й авиационной дивизии дальнего действия 8-го авиационного корпуса дальнего действия Авиации дальнего действия. С ноября 1943 по апрель 1944 год — командир оперативной группы АДД в Заполярье, которая выполнила 487 вылетов по вражеским аэродромам и портам Норвегии, а также вела борьбу с немецким судоходством в Баренцевом море.
С июня 1944 года — командир 28-го гвардейского авиационного Краснознамённого Смоленского полка 36-й бомбардировочной авиационной дивизии 1-го гвардейского бомбардировочного авиационного корпуса АДД. Выполнял бомбардировки военных объектов Германии (Дюльгелин, Мюнхенбург, Берлин), Финляндии, Венгрии, Эстонии, Латвии и Литвы. За боевые отличия полк получил почётное наименование «Берлинский».
Полковник С. К. Бирюков к маю 1945 года выполнил на фронтах Великой Отечественной войны 111 боевых вылетов.
После окончания войны продолжил службу в Советской Армии. В 1953 году он окончил Высшую военную академию имени К. Е. Ворошилова, после чего занимал ряд командных должностей в советских ВВС. С декабря 1953 года по ноябрь 1954 годов — начальник Высшей офицерской лётно-тактической школы командиров частей Дальней авиации в городе Иваново. Был командиром тяжёлой бомбардировочной авиационной дивизии и корпуса, генерал-майор авиации (3.08.1953). Затем служил заместителем командующего Дальней авиацией по боевой подготовке. В 1972 году генерал-лейтенант авиации С. К. Бирюков уволен в запас.
Проживал в Москве. Вёл большую работу в качестве члена Президиума и заместителем председателя Совета ветеранов АДД. Умер 4 мая 1992 года, похоронен на Николо-Архангельском кладбище.

## Награды
- Герой Советского Союза (20.06.1942)
- Орден Ленина (20.06.1942)
- Два ордена Красного Знамени (8.04.1940, 3.11.1953)
- Орден Суворова 3-й степени (4.06.1945)
- Орден Александра Невского (20.05.1944)
- Два ордена Отечественной войны 1-й степени (10.04.1943, 11.03.1985)
- Орден Красной Звезды 920.06.1949)
- Медаль «За боевые заслуги» (3.11.1944)
- Медаль «За оборону Ленинграда»
- Медаль «За оборону Москвы»
- Медаль «За оборону Советского Заполярья»
- Медаль «За взятие Кёнигсберга»
- Медаль «За взятие Берлина»
- Другие медали[3]